# Godofreu (pipínida)
Godofreu fou un noble franc arnulfià citat el 715 i el 723. Era fill de Drogó de Xampanya, duc de Xampanya i d'Adaltruda. Drogó era al seu torn fill de Pipí d'Héristal, majordom del palau, i de Plectruda, mentre que Adaltruda era filla de Bercari, antic majordom de palau de Nèustria del 686 al 687, i d'Anstruda (filla de Warattó, majordom de palau de Nèustria de 680 a 686 i d'Ansfleda).

## Certeses
Fou criat amb els seus germans per la seva besàvia maternal Ansefleda. Llavors apareix citat amb els seus tres germans en una carta de 715; després va conspirar junt amb els seus germans Arnulf i Pipí contra el seu oncle Carles Martell el 723. Dos dels tres germans, Arnulf i probablement Pipí, foren empresonats i van morir a la presó; de Godofreu es perd el rastre.

## Hipòtesis sobre la seva descendència
Cap descendència no li és oficialment atribuïda.
Es coneix un comte de nom Drogó, citat el 753 i el 762, el qual, per raons cronològiques i onomàstiques, podria ser el seu fill.
Al començament del segle ix, Aiga, dona de Radulf († 823), comte de Cahors, era mare d'un Godofreu, comte de Carcí (Cahors) de 823 a 842, d'un Raül, bisbe de Bourges de 860 a 866 i àvia d'un altre Godofreu i d'un Drogó. Encara que aquest Drogó es pugui lligar per la seva mare Rotruda, està establert que en aquesta època, els noms masculins de la família carolíngia no es transmeten als fills de princeses carolíngies.
Per onomàstica, Aiga està vinculada a Wicfred, comte de Bourges de 802 a 838, pare d'una Aiga casada amb Robert, comte palatí el 822. Els Miracula Sancti Genulfi expliquen que l'abadia de Sant Genulf de l'Estrée, havia estat fundada pel comte Wicfred i la seva esposa Oda, i precisen que aquest comte era d'ascendència reial i procedent d'un comte instal·lat per Pipí I el Breu durant la submissió de l'Aquitània. Aquest comte és identificat a Cunibert I, comte de Bourges de 761 a 778. Cronològicament, la comtessa Aiga de Cahors seria probablement germana de Wicfred. Es troben diverses Adaltrudes en la seva descendència. Aquesta família és vinculada a una de les primeres branques arnulfianes, la de Drogó, casat amb una Adaltruda i pare d'un Godofreu, i permet proposar el quadre següent:
|                                                   |                                                   |                                                   |                                                   |                                                   |                                                   |                                    |                                    |                                           |                                           |                                               |                                               |                                               |                                               |                                               |                                               |                                   |                                   |                                   |                                   |                                          |                                          |                                          |                                          |                                               |                                               |                                               |                                               | Warattó majordom de palau Nèustria († 686) parent d'Ebroí | Warattó majordom de palau Nèustria († 686) parent d'Ebroí | Warattó majordom de palau Nèustria († 686) parent d'Ebroí | Warattó majordom de palau Nèustria († 686) parent d'Ebroí | Warattó majordom de palau Nèustria († 686) parent d'Ebroí | Warattó majordom de palau Nèustria († 686) parent d'Ebroí |                                   |                                   | Ansfleda                          | Ansfleda                          | Ansfleda                          | Ansfleda                          | Ansfleda | Ansfleda |                                               |                                               |                                               |                                               |                                               |                                               |  |  |  |  |  |  |  |  |  |  |  |  |  |  |  |  |  |  |  |  |  |  |  |  |  |  |
|                                                   |                                                   |                                                   |                                                   |                                                   |                                                   |                                    |                                    |                                           |                                           |                                               |                                               |                                               |                                               |                                               |                                               |                                   |                                   |                                   |                                   |                                          |                                          |                                          |                                          |                                               |                                               |                                               |                                               | Warattó majordom de palau Nèustria († 686) parent d'Ebroí | Warattó majordom de palau Nèustria († 686) parent d'Ebroí | Warattó majordom de palau Nèustria († 686) parent d'Ebroí | Warattó majordom de palau Nèustria († 686) parent d'Ebroí | Warattó majordom de palau Nèustria († 686) parent d'Ebroí | Warattó majordom de palau Nèustria († 686) parent d'Ebroí |                                   |                                   | Ansfleda                          | Ansfleda                          | Ansfleda                          | Ansfleda                          | Ansfleda | Ansfleda |                                               |                                               |                                               |                                               |                                               |                                               |  |  |  |  |  |  |  |  |  |  |  |  |  |  |  |  |  |  |  |  |  |  |  |  |  |  |
|                                                   |                                                   |                                                   |                                                   |                                                   |                                                   |                                    |                                    |                                           |                                           |                                               |                                               |                                               |                                               |                                               |                                               |                                   |                                   |                                   |                                   |                                          |                                          |                                          |                                          |                                               |                                               |                                               |                                               |                                                           |                                                           |                                                           |                                                           |                                                           |                                                           |                                   |                                   |                                   |                                   |                                   |                                   |          |          |                                               |                                               |                                               |                                               |                                               |                                               |  |  |  |  |  |  |  |  |  |  |  |  |  |  |  |  |  |  |  |  |  |  |  |  |  |  |
| Alpaida                                           | Alpaida                                           | Alpaida                                           | Alpaida                                           | Alpaida                                           | Alpaida                                           |                                    |                                    | Pipí d'Héristal majordom de palau († 714) | Pipí d'Héristal majordom de palau († 714) | Pipí d'Héristal majordom de palau († 714)     | Pipí d'Héristal majordom de palau († 714)     | Pipí d'Héristal majordom de palau († 714)     | Pipí d'Héristal majordom de palau († 714)     |                                               |                                               | Plectruda                         | Plectruda                         | Plectruda                         | Plectruda                         | Plectruda                                | Plectruda                                |                                          |                                          | Bercari majordom de palau de Nèustria († 687) | Bercari majordom de palau de Nèustria († 687) | Bercari majordom de palau de Nèustria († 687) | Bercari majordom de palau de Nèustria († 687) | Bercari majordom de palau de Nèustria († 687)             | Bercari majordom de palau de Nèustria († 687)             |                                                           |                                                           | Anstruda                                                  | Anstruda                                                  | Anstruda                          | Anstruda                          | Anstruda                          | Anstruda                          |                                   |                                   |          |          |                                               |                                               |                                               |                                               |                                               |                                               |  |  |  |  |  |  |  |  |  |  |  |  |  |  |  |  |  |  |  |  |  |  |  |  |  |  |
| Alpaida                                           | Alpaida                                           | Alpaida                                           | Alpaida                                           | Alpaida                                           | Alpaida                                           |                                    |                                    | Pipí d'Héristal majordom de palau († 714) | Pipí d'Héristal majordom de palau († 714) | Pipí d'Héristal majordom de palau († 714)     | Pipí d'Héristal majordom de palau († 714)     | Pipí d'Héristal majordom de palau († 714)     | Pipí d'Héristal majordom de palau († 714)     |                                               |                                               | Plectruda                         | Plectruda                         | Plectruda                         | Plectruda                         | Plectruda                                | Plectruda                                |                                          |                                          | Bercari majordom de palau de Nèustria († 687) | Bercari majordom de palau de Nèustria († 687) | Bercari majordom de palau de Nèustria († 687) | Bercari majordom de palau de Nèustria († 687) | Bercari majordom de palau de Nèustria († 687)             | Bercari majordom de palau de Nèustria († 687)             |                                                           |                                                           | Anstruda                                                  | Anstruda                                                  | Anstruda                          | Anstruda                          | Anstruda                          | Anstruda                          |                                   |                                   |          |          |                                               |                                               |                                               |                                               |                                               |                                               |  |  |  |  |  |  |  |  |  |  |  |  |  |  |  |  |  |  |  |  |  |  |  |  |  |  |
|                                                   |                                                   |                                                   |                                                   |                                                   |                                                   |                                    |                                    |                                           |                                           |                                               |                                               |                                               |                                               |                                               |                                               |                                   |                                   |                                   |                                   |                                          |                                          |                                          |                                          |                                               |                                               |                                               |                                               |                                                           |                                                           |                                                           |                                                           |                                                           |                                                           |                                   |                                   |                                   |                                   |                                   |                                   |          |          |                                               |                                               |                                               |                                               |                                               |                                               |  |  |  |  |  |  |  |  |  |  |  |  |  |  |  |  |  |  |  |  |  |  |  |  |  |  |
|                                                   |                                                   |                                                   |                                                   |                                                   |                                                   |                                    |                                    |                                           |                                           |                                               |                                               |                                               |                                               |                                               |                                               |                                   |                                   |                                   |                                   |                                          |                                          |                                          |                                          |                                               |                                               |                                               |                                               |                                                           |                                                           |                                                           |                                                           |                                                           |                                                           |                                   |                                   |                                   |                                   |                                   |                                   |          |          |                                               |                                               |                                               |                                               |                                               |                                               |  |  |  |  |  |  |  |  |  |  |  |  |  |  |  |  |  |  |  |  |  |  |  |  |  |  |
| Carles Martell majordom de palau (vers 685 † 741) | Carles Martell majordom de palau (vers 685 † 741) | Carles Martell majordom de palau (vers 685 † 741) | Carles Martell majordom de palau (vers 685 † 741) | Carles Martell majordom de palau (vers 685 † 741) | Carles Martell majordom de palau (vers 685 † 741) |                                    |                                    |                                           |                                           |                                               |                                               |                                               |                                               |                                               |                                               | Drogó duc de Xampanya (670 † 708) | Drogó duc de Xampanya (670 † 708) | Drogó duc de Xampanya (670 † 708) | Drogó duc de Xampanya (670 † 708) | Drogó duc de Xampanya (670 † 708)        | Drogó duc de Xampanya (670 † 708)        |                                          |                                          |                                               |                                               |                                               |                                               | Adaltruda                                                 | Adaltruda                                                 | Adaltruda                                                 | Adaltruda                                                 | Adaltruda                                                 | Adaltruda                                                 |                                   |                                   |                                   |                                   |                                   |                                   |          |          | Optat bisbe de Bourges                        | Optat bisbe de Bourges                        | Optat bisbe de Bourges                        | Optat bisbe de Bourges                        | Optat bisbe de Bourges                        | Optat bisbe de Bourges                        |  |  |  |  |  |  |  |  |  |  |  |  |  |  |  |  |  |  |  |  |  |  |  |  |  |  |
| Carles Martell majordom de palau (vers 685 † 741) | Carles Martell majordom de palau (vers 685 † 741) | Carles Martell majordom de palau (vers 685 † 741) | Carles Martell majordom de palau (vers 685 † 741) | Carles Martell majordom de palau (vers 685 † 741) | Carles Martell majordom de palau (vers 685 † 741) |                                    |                                    |                                           |                                           |                                               |                                               |                                               |                                               |                                               |                                               | Drogó duc de Xampanya (670 † 708) | Drogó duc de Xampanya (670 † 708) | Drogó duc de Xampanya (670 † 708) | Drogó duc de Xampanya (670 † 708) | Drogó duc de Xampanya (670 † 708)        | Drogó duc de Xampanya (670 † 708)        |                                          |                                          |                                               |                                               |                                               |                                               | Adaltruda                                                 | Adaltruda                                                 | Adaltruda                                                 | Adaltruda                                                 | Adaltruda                                                 | Adaltruda                                                 |                                   |                                   |                                   |                                   |                                   |                                   |          |          | Optat bisbe de Bourges                        | Optat bisbe de Bourges                        | Optat bisbe de Bourges                        | Optat bisbe de Bourges                        | Optat bisbe de Bourges                        | Optat bisbe de Bourges                        |  |  |  |  |  |  |  |  |  |  |  |  |  |  |  |  |  |  |  |  |  |  |  |  |  |  |
|                                                   |                                                   |                                                   |                                                   |                                                   |                                                   |                                    |                                    |                                           |                                           |                                               |                                               |                                               |                                               |                                               |                                               |                                   |                                   |                                   |                                   |                                          |                                          |                                          |                                          |                                               |                                               |                                               |                                               |                                                           |                                                           |                                                           |                                                           |                                                           |                                                           |                                   |                                   |                                   |                                   |                                   |                                   |          |          |                                               |                                               |                                               |                                               |                                               |                                               |  |  |  |  |  |  |  |  |  |  |  |  |  |  |  |  |  |  |  |  |  |  |  |  |  |  |
|                                                   |                                                   |                                                   |                                                   |                                                   |                                                   |                                    |                                    |                                           |                                           |                                               |                                               |                                               |                                               |                                               |                                               |                                   |                                   |                                   |                                   |                                          |                                          |                                          |                                          |                                               |                                               |                                               |                                               |                                                           |                                                           |                                                           |                                                           |                                                           |                                                           |                                   |                                   |                                   |                                   |                                   |                                   |          |          |                                               |                                               |                                               |                                               |                                               |                                               |  |  |  |  |  |  |  |  |  |  |  |  |  |  |  |  |  |  |  |  |  |  |  |  |  |  |
|                                                   |                                                   |                                                   |                                                   |                                                   |                                                   |                                    |                                    |                                           |                                           | Arnulf duc (dels burgundis ?) († 723)         | Arnulf duc (dels burgundis ?) († 723)         | Arnulf duc (dels burgundis ?) († 723)         | Arnulf duc (dels burgundis ?) († 723)         | Arnulf duc (dels burgundis ?) († 723)         | Arnulf duc (dels burgundis ?) († 723)         |                                   |                                   | Hug arquebisbe de Rouen († 730)   | Hug arquebisbe de Rouen († 730)   | Hug arquebisbe de Rouen († 730)          | Hug arquebisbe de Rouen († 730)          | Hug arquebisbe de Rouen († 730)          | Hug arquebisbe de Rouen († 730)          |                                               |                                               | Pipí († 723)                                  | Pipí († 723)                                  | Pipí († 723)                                              | Pipí († 723)                                              | Pipí († 723)                                              | Pipí († 723)                                              |                                                           |                                                           | Godofreu (.. 708-723 ..)          | Godofreu (.. 708-723 ..)          | Godofreu (.. 708-723 ..)          | Godofreu (.. 708-723 ..)          | Godofreu (.. 708-723 ..)          | Godofreu (.. 708-723 ..)          |          |          | Pompònia                                      | Pompònia                                      | Pompònia                                      | Pompònia                                      | Pompònia                                      | Pompònia                                      |  |  |  |  |  |  |  |  |  |  |  |  |  |  |  |  |  |  |  |  |  |  |  |  |  |  |
|                                                   |                                                   |                                                   |                                                   |                                                   |                                                   |                                    |                                    |                                           |                                           | Arnulf duc (dels burgundis ?) († 723)         | Arnulf duc (dels burgundis ?) († 723)         | Arnulf duc (dels burgundis ?) († 723)         | Arnulf duc (dels burgundis ?) († 723)         | Arnulf duc (dels burgundis ?) († 723)         | Arnulf duc (dels burgundis ?) († 723)         |                                   |                                   | Hug arquebisbe de Rouen († 730)   | Hug arquebisbe de Rouen († 730)   | Hug arquebisbe de Rouen († 730)          | Hug arquebisbe de Rouen († 730)          | Hug arquebisbe de Rouen († 730)          | Hug arquebisbe de Rouen († 730)          |                                               |                                               | Pipí († 723)                                  | Pipí († 723)                                  | Pipí († 723)                                              | Pipí († 723)                                              | Pipí († 723)                                              | Pipí († 723)                                              |                                                           |                                                           | Godofreu (.. 708-723 ..)          | Godofreu (.. 708-723 ..)          | Godofreu (.. 708-723 ..)          | Godofreu (.. 708-723 ..)          | Godofreu (.. 708-723 ..)          | Godofreu (.. 708-723 ..)          |          |          | Pompònia                                      | Pompònia                                      | Pompònia                                      | Pompònia                                      | Pompònia                                      | Pompònia                                      |  |  |  |  |  |  |  |  |  |  |  |  |  |  |  |  |  |  |  |  |  |  |  |  |  |  |
|                                                   |                                                   |                                                   |                                                   |                                                   |                                                   |                                    |                                    |                                           |                                           |                                               |                                               |                                               |                                               |                                               |                                               |                                   |                                   |                                   |                                   |                                          |                                          |                                          |                                          |                                               |                                               |                                               |                                               |                                                           |                                                           |                                                           |                                                           |                                                           |                                                           |                                   |                                   |                                   |                                   |                                   |                                   |          |          |                                               |                                               |                                               |                                               |                                               |                                               |  |  |  |  |  |  |  |  |  |  |  |  |  |  |  |  |  |  |  |  |  |  |  |  |  |  |
|                                                   |                                                   |                                                   |                                                   |                                                   |                                                   |                                    |                                    |                                           |                                           |                                               |                                               |                                               |                                               |                                               |                                               |                                   |                                   |                                   |                                   |                                          |                                          |                                          |                                          |                                               |                                               |                                               |                                               |                                                           |                                                           |                                                           |                                                           |                                                           |                                                           |                                   |                                   |                                   |                                   |                                   |                                   |          |          |                                               |                                               |                                               |                                               |                                               |                                               |  |  |  |  |  |  |  |  |  |  |  |  |  |  |  |  |  |  |  |  |  |  |  |  |  |  |
|                                                   |                                                   |                                                   |                                                   |                                                   |                                                   |                                    |                                    |                                           |                                           |                                               |                                               |                                               |                                               |                                               |                                               |                                   |                                   |                                   |                                   |                                          |                                          |                                          |                                          |                                               |                                               |                                               |                                               | Cunibert I comte de Bourges (761-778)                     | Cunibert I comte de Bourges (761-778)                     | Cunibert I comte de Bourges (761-778)                     | Cunibert I comte de Bourges (761-778)                     | Cunibert I comte de Bourges (761-778)                     | Cunibert I comte de Bourges (761-778)                     |                                   |                                   |                                   |                                   |                                   |                                   |          |          | Drogó comte citat el 753 i 762                | Drogó comte citat el 753 i 762                | Drogó comte citat el 753 i 762                | Drogó comte citat el 753 i 762                | Drogó comte citat el 753 i 762                | Drogó comte citat el 753 i 762                |  |  |  |  |  |  |  |  |  |  |  |  |  |  |  |  |  |  |  |  |  |  |  |  |  |  |
|                                                   |                                                   |                                                   |                                                   |                                                   |                                                   |                                    |                                    |                                           |                                           |                                               |                                               |                                               |                                               |                                               |                                               |                                   |                                   |                                   |                                   |                                          |                                          |                                          |                                          |                                               |                                               |                                               |                                               | Cunibert I comte de Bourges (761-778)                     | Cunibert I comte de Bourges (761-778)                     | Cunibert I comte de Bourges (761-778)                     | Cunibert I comte de Bourges (761-778)                     | Cunibert I comte de Bourges (761-778)                     | Cunibert I comte de Bourges (761-778)                     |                                   |                                   |                                   |                                   |                                   |                                   |          |          | Drogó comte citat el 753 i 762                | Drogó comte citat el 753 i 762                | Drogó comte citat el 753 i 762                | Drogó comte citat el 753 i 762                | Drogó comte citat el 753 i 762                | Drogó comte citat el 753 i 762                |  |  |  |  |  |  |  |  |  |  |  |  |  |  |  |  |  |  |  |  |  |  |  |  |  |  |
|                                                   |                                                   |                                                   |                                                   |                                                   |                                                   |                                    |                                    |                                           |                                           |                                               |                                               |                                               |                                               |                                               |                                               |                                   |                                   |                                   |                                   |                                          |                                          |                                          |                                          |                                               |                                               |                                               |                                               |                                                           |                                                           |                                                           |                                                           |                                                           |                                                           |                                   |                                   |                                   |                                   |                                   |                                   |          |          |                                               |                                               |                                               |                                               |                                               |                                               |  |  |  |  |  |  |  |  |  |  |  |  |  |  |  |  |  |  |  |  |  |  |  |  |  |  |
|                                                   |                                                   |                                                   |                                                   |                                                   |                                                   |                                    |                                    |                                           |                                           | Ebroí comte, bisbe de Bourges (790- vers 815) | Ebroí comte, bisbe de Bourges (790- vers 815) | Ebroí comte, bisbe de Bourges (790- vers 815) | Ebroí comte, bisbe de Bourges (790- vers 815) | Ebroí comte, bisbe de Bourges (790- vers 815) | Ebroí comte, bisbe de Bourges (790- vers 815) |                                   |                                   |                                   |                                   |                                          |                                          |                                          |                                          |                                               |                                               |                                               |                                               |                                                           |                                                           |                                                           |                                                           |                                                           |                                                           | Adaltruda x Gauzlí I              | Adaltruda x Gauzlí I              | Adaltruda x Gauzlí I              | Adaltruda x Gauzlí I              | Adaltruda x Gauzlí I              | Adaltruda x Gauzlí I              |          |          | NN                                            | NN                                            | NN                                            | NN                                            | NN                                            | NN                                            |  |  |  |  |  |  |  |  |  |  |  |  |  |  |  |  |  |  |  |  |  |  |  |  |  |  |
|                                                   |                                                   |                                                   |                                                   |                                                   |                                                   |                                    |                                    |                                           |                                           | Ebroí comte, bisbe de Bourges (790- vers 815) | Ebroí comte, bisbe de Bourges (790- vers 815) | Ebroí comte, bisbe de Bourges (790- vers 815) | Ebroí comte, bisbe de Bourges (790- vers 815) | Ebroí comte, bisbe de Bourges (790- vers 815) | Ebroí comte, bisbe de Bourges (790- vers 815) |                                   |                                   |                                   |                                   |                                          |                                          |                                          |                                          |                                               |                                               |                                               |                                               |                                                           |                                                           |                                                           |                                                           |                                                           |                                                           | Adaltruda x Gauzlí I              | Adaltruda x Gauzlí I              | Adaltruda x Gauzlí I              | Adaltruda x Gauzlí I              | Adaltruda x Gauzlí I              | Adaltruda x Gauzlí I              |          |          | NN                                            | NN                                            | NN                                            | NN                                            | NN                                            | NN                                            |  |  |  |  |  |  |  |  |  |  |  |  |  |  |  |  |  |  |  |  |  |  |  |  |  |  |
|                                                   |                                                   |                                                   |                                                   |                                                   |                                                   |                                    |                                    |                                           |                                           |                                               |                                               |                                               |                                               |                                               |                                               |                                   |                                   |                                   |                                   |                                          |                                          |                                          |                                          |                                               |                                               |                                               |                                               |                                                           |                                                           |                                                           |                                                           |                                                           |                                                           |                                   |                                   |                                   |                                   |                                   |                                   |          |          |                                               |                                               |                                               |                                               |                                               |                                               |  |  |  |  |  |  |  |  |  |  |  |  |  |  |  |  |  |  |  |  |  |  |  |  |  |  |
|                                                   |                                                   |                                                   |                                                   | Wicfred comte de Bourges (802-828)                | Wicfred comte de Bourges (802-828)                | Wicfred comte de Bourges (802-828) | Wicfred comte de Bourges (802-828) | Wicfred comte de Bourges (802-828)        | Wicfred comte de Bourges (802-828)        |                                               |                                               |                                               |                                               |                                               |                                               | Aiga                              | Aiga                              | Aiga                              | Aiga                              | Aiga                                     | Aiga                                     |                                          |                                          | Radulf comte de Carcí (778-823)               | Radulf comte de Carcí (778-823)               | Radulf comte de Carcí (778-823)               | Radulf comte de Carcí (778-823)               | Radulf comte de Carcí (778-823)                           | Radulf comte de Carcí (778-823)                           |                                                           |                                                           |                                                           |                                                           | Rorgó I comte del Maine (832-839) | Rorgó I comte del Maine (832-839) | Rorgó I comte del Maine (832-839) | Rorgó I comte del Maine (832-839) | Rorgó I comte del Maine (832-839) | Rorgó I comte del Maine (832-839) |          |          | Ebroí bisbe de Poitiers († 858) cosí de Rorgó | Ebroí bisbe de Poitiers († 858) cosí de Rorgó | Ebroí bisbe de Poitiers († 858) cosí de Rorgó | Ebroí bisbe de Poitiers († 858) cosí de Rorgó | Ebroí bisbe de Poitiers († 858) cosí de Rorgó | Ebroí bisbe de Poitiers († 858) cosí de Rorgó |  |  |  |  |  |  |  |  |  |  |  |  |  |  |  |  |  |  |  |  |  |  |  |  |  |  |
|                                                   |                                                   |                                                   |                                                   | Wicfred comte de Bourges (802-828)                | Wicfred comte de Bourges (802-828)                | Wicfred comte de Bourges (802-828) | Wicfred comte de Bourges (802-828) | Wicfred comte de Bourges (802-828)        | Wicfred comte de Bourges (802-828)        |                                               |                                               |                                               |                                               |                                               |                                               | Aiga                              | Aiga                              | Aiga                              | Aiga                              | Aiga                                     | Aiga                                     |                                          |                                          | Radulf comte de Carcí (778-823)               | Radulf comte de Carcí (778-823)               | Radulf comte de Carcí (778-823)               | Radulf comte de Carcí (778-823)               | Radulf comte de Carcí (778-823)                           | Radulf comte de Carcí (778-823)                           |                                                           |                                                           |                                                           |                                                           | Rorgó I comte del Maine (832-839) | Rorgó I comte del Maine (832-839) | Rorgó I comte del Maine (832-839) | Rorgó I comte del Maine (832-839) | Rorgó I comte del Maine (832-839) | Rorgó I comte del Maine (832-839) |          |          | Ebroí bisbe de Poitiers († 858) cosí de Rorgó | Ebroí bisbe de Poitiers († 858) cosí de Rorgó | Ebroí bisbe de Poitiers († 858) cosí de Rorgó | Ebroí bisbe de Poitiers († 858) cosí de Rorgó | Ebroí bisbe de Poitiers († 858) cosí de Rorgó | Ebroí bisbe de Poitiers († 858) cosí de Rorgó |  |  |  |  |  |  |  |  |  |  |  |  |  |  |  |  |  |  |  |  |  |  |  |  |  |  |
|                                                   |                                                   |                                                   |                                                   |                                                   |                                                   |                                    |                                    |                                           |                                           |                                               |                                               |                                               |                                               |                                               |                                               |                                   |                                   |                                   |                                   |                                          |                                          |                                          |                                          |                                               |                                               |                                               |                                               |                                                           |                                                           |                                                           |                                                           |                                                           |                                                           |                                   |                                   |                                   |                                   |                                   |                                   |          |          |                                               |                                               |                                               |                                               |                                               |                                               |  |  |  |  |  |  |  |  |  |  |  |  |  |  |  |  |  |  |  |  |  |  |  |  |  |  |
|                                                   |                                                   |                                                   |                                                   |                                                   |                                                   |                                    |                                    |                                           |                                           |                                               |                                               |                                               |                                               |                                               |                                               |                                   |                                   |                                   |                                   |                                          |                                          |                                          |                                          |                                               |                                               |                                               |                                               |                                                           |                                                           |                                                           |                                                           |                                                           |                                                           |                                   |                                   |                                   |                                   |                                   |                                   |          |          |                                               |                                               |                                               |                                               |                                               |                                               |  |  |  |  |  |  |  |  |  |  |  |  |  |  |  |  |  |  |  |  |  |  |  |  |  |  |
|                                                   |                                                   |                                                   |                                                   | Aiga x Robert comte palatí (822)                  | Aiga x Robert comte palatí (822)                  | Aiga x Robert comte palatí (822)   | Aiga x Robert comte palatí (822)   | Aiga x Robert comte palatí (822)          | Aiga x Robert comte palatí (822)          |                                               |                                               | Godofreu comte de Carcí (823-842)             | Godofreu comte de Carcí (823-842)             | Godofreu comte de Carcí (823-842)             | Godofreu comte de Carcí (823-842)             | Godofreu comte de Carcí (823-842) | Godofreu comte de Carcí (823-842) |                                   |                                   | Raül o Radulf bisbe de Bourges (840-855) | Raül o Radulf bisbe de Bourges (840-855) | Raül o Radulf bisbe de Bourges (840-855) | Raül o Radulf bisbe de Bourges (840-855) | Raül o Radulf bisbe de Bourges (840-855)      | Raül o Radulf bisbe de Bourges (840-855)      |                                               |                                               | Robert citat el 844 i 846                                 | Robert citat el 844 i 846                                 | Robert citat el 844 i 846                                 | Robert citat el 844 i 846                                 | Robert citat el 844 i 846                                 | Robert citat el 844 i 846                                 |                                   |                                   |                                   |                                   |                                   |                                   |          |          |                                               |                                               |                                               |                                               |                                               |                                               |  |  |  |  |  |  |  |  |  |  |  |  |  |  |  |  |  |  |  |  |  |  |  |  |  |  |
|                                                   |                                                   |                                                   |                                                   | Aiga x Robert comte palatí (822)                  | Aiga x Robert comte palatí (822)                  | Aiga x Robert comte palatí (822)   | Aiga x Robert comte palatí (822)   | Aiga x Robert comte palatí (822)          | Aiga x Robert comte palatí (822)          |                                               |                                               | Godofreu comte de Carcí (823-842)             | Godofreu comte de Carcí (823-842)             | Godofreu comte de Carcí (823-842)             | Godofreu comte de Carcí (823-842)             | Godofreu comte de Carcí (823-842) | Godofreu comte de Carcí (823-842) |                                   |                                   | Raül o Radulf bisbe de Bourges (840-855) | Raül o Radulf bisbe de Bourges (840-855) | Raül o Radulf bisbe de Bourges (840-855) | Raül o Radulf bisbe de Bourges (840-855) | Raül o Radulf bisbe de Bourges (840-855)      | Raül o Radulf bisbe de Bourges (840-855)      |                                               |                                               | Robert citat el 844 i 846                                 | Robert citat el 844 i 846                                 | Robert citat el 844 i 846                                 | Robert citat el 844 i 846                                 | Robert citat el 844 i 846                                 | Robert citat el 844 i 846                                 |                                   |                                   |                                   |                                   |                                   |                                   |          |          |                                               |                                               |                                               |                                               |                                               |                                               |  |  |  |  |  |  |  |  |  |  |  |  |  |  |  |  |  |  |  |  |  |  |  |  |  |  |
|                                                   |                                                   |                                                   |                                                   | Cunibert II comte de Bourges (862)                | Cunibert II comte de Bourges (862)                | Cunibert II comte de Bourges (862) | Cunibert II comte de Bourges (862) | Cunibert II comte de Bourges (862)        | Cunibert II comte de Bourges (862)        |                                               |                                               | Godofreu citat el 865 i 890                   | Godofreu citat el 865 i 890                   | Godofreu citat el 865 i 890                   | Godofreu citat el 865 i 890                   | Godofreu citat el 865 i 890       | Godofreu citat el 865 i 890       |                                   |                                   |                                          |                                          |                                          |                                          |                                               |                                               |                                               |                                               | Drogó citat el 860                                        | Drogó citat el 860                                        | Drogó citat el 860                                        | Drogó citat el 860                                        | Drogó citat el 860                                        | Drogó citat el 860                                        |                                   |                                   |                                   |                                   |                                   |                                   |          |          |                                               |                                               |                                               |                                               |                                               |                                               |  |  |  |  |  |  |  |  |  |  |  |  |  |  |  |  |  |  |  |  |  |  |  |  |  |  |

En el transcurs del segle xi apareix una "Genealogia de sant Aredi", associada al fals testament d'una Carrisina. Aquesta genealogia, única en el seu gènere, cobreix deu generacions i quaranta-cinc persones, però conté diversos errors i incoherències cronològiques. Tanmateix, cita una Pompònia, que vivia al final del segle VII o al començament del segle viii, filla d'Optat, bisbe de Bourges i esposa d'un Godofredus Flandrelensis. Els dos Godefreus coneguts en aquesta època són Godofreu, duc d'Alamània de 687 a 708, i el fill de Drogó. El duc d'Alémanie no consta que tingués dominis a l'actual Bèlgica, al contrari que el fill de Drogó. Aquest últim és probablement l'espòs de Pompònia.
Diversos altres membres de la noblesa lorenesa passen per ser descendents d'aquesta branca Pipínida, sense que es pugui situar precisament el seu lligament. Es tracta de:
- Hug, comte de Chaumontois el 910, citat com membre dels arnulfians (però no dels carolingis), pare del comte Arnulf i d'Odalric, bisbe de Reims.[4]

- Bruno d'Eguisheim-Dagsbourg (1002 † 1054), escollit papa sota el nom de Lleó IX, va emetre una butlla en la qual enumera com els seus avantpassats Arnulf, Pipí d'Héristal, Drogó, i els seus tres fills.[4]

- Wigeric de Bidgau, mort vers 921, o la seva esposa Cunegunda, avantpassats de les cases d'Ardennes i de Luxemburg. La seva ascendència resta encara desconeguda, amb l'excepció de la mare de Cunegunde, Ermentruda, filla de Lluís II el Tartamut, rei de França. Els elements següents podrien permetre suposar que un o l'altre descendeix dels arnulfians:

- - La Vita Johannis Gorziensis, escrita el 980, indica que el seu fill, el bisbe Adalberó de Metz, era de sang reial tant del costat patern com del costat matern, el text precisa que aquest origen es remuntava a diverses generacions.

- - En aquesta mateixa Vita Johannis Gorziensis, així com en la Historia Sancti Arnulfi Mettensis, apareix que Adalberó i els seus germans eren parents propers del comte Arnulf i d'Odalric de Reims, els dos fills d'Hug de Chaumontois.
  - Luitgarda, filla de Wigeric i de Cunegunde, és la rebesavia del papa Lleó IX, àlies Bruno d'Eguisheim-Dagsbourg.

- - De Gozeló, altre fill de Wigeric i Cunegonde, procedeix la casa d'Ardennes que compta diversos Godofreus.